# Homeland (Hindi Zahra)
Homeland è il secondo album di Hindi Zahra del 2015 composto da 11 tracce più una bonus track per iTunes.

L'album è stato registrato tra un riad di Marrakech e l'oceano di Essaouira, uno studio di registrazione parigino e la città spagnola di Cordova, sulle orme della musica gitana.

## Tracce

### Homeland(2015)
1. To the Forces
2. Silence
3. Any Story
4. Un Jour
5. Can We Dance
6. La Luna
7. The Blues
8. Broken Ones
9. Dream
10. Cabo Verde
11. The Moon Is Full
12. Cairo (iTunes bonus)